# Passiflora amethystina
Passiflora amethystina là một loài thực vật có hoa trong họ Lạc tiên. Loài này được J.C.Mikan mô tả khoa học đầu tiên năm 1825.